# Babilonski stolp (Bruegel)
Babilonski stolp je bil predmet treh slik Pietra Bruegla starejšega. Prva, miniatura, naslikana na slonovo kost, je bila naslikana, ko je bil Bruegel v Rimu in je zdaj izgubljena. Dve ohranjeni sliki, ki ju pogosto odlikujeta predponi 'Velika' in 'Mala', sta v Kunsthistorisches Museum na Dunaju in v muzeju Boijmans Van Beuningen v Rotterdamu. Obe sta oljni sliki na lesenih ploščah.
Rotterdamska slika je približno polovico manjša od dunajske. Na splošno imata popolnoma enako sestavo, vendar je na podrobni ravni vse drugačno, ne glede na arhitekturo stolpa ali na nebo in pokrajino okoli stolpa. Dunajska različica ima v ospredju skupino z glavno figuro domnevno Nimrudom, ki naj bi bil naročil gradnjo stolpa, čeprav Biblija tega dejansko ne govori. Na Dunaju se stolp dviga na robu velikega mesta, Rotterdamski stolp pa je na prostem.
Sliki prikazujeta gradnjo babilonskega stolpa, ki ga je po Biblijski knjigi Geneze zgradilo enotno, enojezično človeštvo kot znak svojih dosežkov in jim preprečilo, da bi se razkropili: »Potem so rekli: Pridite, zgradimo si mesto in stolp z vrhom v nebesih in si ustvarite ime, drugače se bomo razkropili po vsej zemlji.«(1 Mz 11,4)

## Opis in analiza
Bruegelova upodobitev arhitekture stolpa s številnimi oboki in drugimi primeri rimskega inženirstva namerno spominja na rimski Kolosej , ki so ga takratni kristjani videli kot simbol hrupnosti in preganjanja. Bruegel je Rim obiskal v letih 1552–1553. Nazaj v Antwerpnu si je morda spomin na Rim osvežil z vrsto gravur glavnih znamenitosti mesta, ki jih je založnik njegovih grafik Hieronymous Cock objavil v obeh ohranjenih različicah Babilonski stolp.
Vzporednica Rima in Babilona je imela za Brueglove sodobnike poseben pomen: Rim je bil večno mesto, ki so ga Cesarji namenili trajati večno, njegovo propadanje in propad pa sta simbolizirala nečimrnost in minljivost zemeljskih prizadevanj. Stolp je bil tudi simbol verskih pretresov med katoliško cerkvijo (ki je takrat opravljala vse službe v latinščini) in poliglotsko protestantsko vero, ki je bila vse bolj priljubljena na Nizozemskem. Tema je bila morda posebej aktualna, saj je bila znana poliglotska Biblija v šestih jezikih, mejnik v biblijski znanosti, objavljena v Antwerpnu leta 1566. Čeprav se na prvi pogled zdi, da je stolp stabilna vrsta koncentričnih stebrov, je ob natančnejšem pregledu očitno, da nobena od plasti ne leži na pravi vodoravni legi. Namesto tega je stolp zgrajen kot naraščajoča spirala.
Delavci na sliki so zgradili loke pravokotno na poševno podlago, zaradi česar so nestabilni, nekaj lokov pa je že razpadlih. Temeljne in spodnje plasti stolpa še niso bile dokončane, preden so bile zgrajene višje plasti.
Lucas van Valckenborch, Brueglov sodobnik, je v 1560-ih in kasneje v svoji karieri, verjetno po ogledu Brueglove upodobitve, tudi naslikal Babilonski stolp. Oba sta bila del večje tradicije poslikave stolpa v 16. in 17. stoletju.
Zgodbo o Babilonskem stolpu (tako kot v Savlovem samomoru, edini Brueglovi drugi sliki s starozavezno tematiko) so razlagali kot primer kaznovanja in to je nedvomno tisto, kar je Bruegel želel ponazoriti. Poleg te aktivne dejavnosti inženirjev, zidarjev in delavcev kaže na drugo moralo: nesmiselnost mnogih človeških prizadevanj. Nimrodova obsojena stavba je bila uporabljena za ponazoritev tega pomena v Sebastiana Branta Ladji norcev. Brueglovo znanje gradbenih postopkov in tehnik je precejšnje in natančno. Spretnost, s katero je pokazal te dejavnosti, spominja, da je bila njegova zadnja naloga, ki je bila ob njegovi smrti nedokončana, namenjena seriji dokumentarnih slik, ki so prikazovale kopanje kanala, ki je povezoval Bruselj in Antwerpen.
Oba stolpa sta prikazana delno zgrajena s kamnitimi oblogami nad masivnim opečnim okvirjem, značilna tehnika v rimski arhitekturi, ki se je uporabljala v Koloseju in drugih ogromnih rimskih zgradbah. Velika in formalna tovrstna arhitektura Bruegla običajno ne zanima niti za slike niti za risbe, čeprav je bila značilna tema mnogih njegovih sodobnikov. Nadine Orenstein, ko je razpravljala o svoji edini znani risbi zgradb v Rimu, iz podrobnosti, vzetih iz Koloseja na obeh slikah stolpa, sklepa, da jih je 'moral' zabeležiti na risbah ob svojem obisku deset let prej, vendar glede na lahko dostopnost grafik to se ne zdi dokončno.
Ni ohranjenih risb, ki bi bile študije za to ali katero koli drugo Brueglovo sliko. To kljub znakom, da je Bruegel uporabil pripravljalne študije. Obe različici Stolpa sta polni vrste podrobnosti, ki so bile verjetno najprej obdelane na skicah. Slike poleg pomanjkanja gora vsebujejo glavne sestavine svetovne pokrajine, ki je bila sestavljena iz mnogih prejšnjih pokrajin Bruegla. Dunajski stolp je zgrajen okoli zelo strme majhne gore, ki jo lahko vidimo iz arhitekture v središču blizu tal in desno višje.

## Izvor
Na dunajski sliki je neposredno pred kraljem kamniti blok, ki je podpisan in datiran Brvegel. FE. M.CCCCC.LXIII (kjer je Bruegel FE. Okrajšava od 'Bruegel a fait en', francosko za '[naslikal] Bruegel, leta [1563]'). Naslikana je bila za antwerpenskega bankirja Nicolaesa Jonghelincka , enega najboljših Brueglovih pokroviteljev, ki je imel v lasti nič manj kot 16 njegovih slik.

## Galerija detajlov (dunajska različica)
- Tisk ‘’Koloseja v Rimu’’, izdal Hieronymus Cock leta 1551
- Kralj in spremstvo na obisku pri graditeljih. Bruegelov podpis spodaj desno.
- Vrh nad oblaki
- Zidarji na najvišji ravni
- Dvigalo
- Obok z odrom

## V popularni kulturi
Slika se pojavlja kot glavni element na enem od umetniških del video igre Civilization III.
Na kratko jih omenja Shadowman, kjer Jaunty pojasnjuje, da je bil Bruegel šokiran, kako je Azil podoben njegovim slikam.
Slika se pojavi tudi v videoigri Call of Duty: Black Ops 2 iz leta 2012 v načinu preživetja zombijev na zemljevidu, 'Green Run' na steni v odseku zemljevida (Mesto).
Slika je tudi na naslovnici knjige Paula Grahama iz leta 2004 Hackers & Painters. Umetnik Lothar Osterburg je ustvaril vrsto del, na katera je vplival Babilonski stolp, z naslovom Babel (2015–2017), ki vključujejo fotografije, videoposnetek s stop-motion in 28-metrsko kiparsko instalacijo, zgrajeno v celoti iz starih knjig.
Brazilska rock skupina Titãs je sliko uporabila kot naslovnico svojega albuma Nheengatu iz leta 2014.
Video igra Let it Die iz leta 2016 predstavlja poklon sliki. Prikaz Babilonskega stolpa v igri s skoraj enakimi značilnostmi kot originalno delo z modernim urbanim motivom in Death, ki stoji namesto kralja Nimroda.